# 国道1号線 (アメリカ合衆国)
国道1号線（こくどう1ごうせん、U.S. Route 1）とは、アメリカ合衆国の国道の1つである。東海岸部の大都市を南北に結ぶ主要な路線であり、全長3,846キロメートル（2,390マイル）は南北に伸びたアメリカの国道の中で最長である。

## 概要
アメリカ合衆国本土最南端に位置するキー・ウェストを起点にし、マイアミ、ジャクソンビル（以下フロリダ州）、ローリー（ノースカロライナ州の州都）、リッチモンド（バージニア州の州都）、ワシントンD.C.（アメリカ合衆国の首都）、ボルティモア（メリーランド州）、フィラデルフィア（ペンシルベニア州）、ニューヨーク（ニューヨーク州）、ニューヘイブン（コネチカット州）、プロビデンス（ロードアイランド州の州都）、ボストン（マサチューセッツ州の州都）、ポートランドを経てカナダとの国境沿いのフォート・ケートで終点をむかえる。
マイアミからメイン州ホールトンまでは州間高速道路95号線（I-95）が本国道に併走している。

## 歴史
- 1926年 マイアミとフォート・ケートの間の路線として開業。
- 1938年 オーバーシーズ・ハイウェイの開通にともない南の終点をマイアミからキー・ウェストへ変更する。

## 通過する州
国道1号線は、以下の州および特別区を通過する。
- フロリダ州
- ジョージア州
- サウスカロライナ州
- ノースカロライナ州
- バージニア州
- コロンビア特別区
- メリーランド州
- ペンシルベニア州
- ニュージャージー州
- ニューヨーク州
- コネチカット州
- ロードアイランド州
- マサチューセッツ州
- ニューハンプシャー州
- メイン州